# Journal of Drug Delivery Science and Technology
Das Journal of Drug Delivery Science and Technology, abgekürzt J. Drug Deliv. Sci. Technol., ist eine wissenschaftliche Fachzeitschrift, die vom Elsevier-Verlag veröffentlicht wird. Die Zeitschrift wurde 1991 unter dem Namen STP pharma: A Journal of Drug Delivery Science and Technology gegründet und erhielt im Jahr 2004 den derzeitigen Namen. Sie erscheint derzeit mit sechs Ausgaben im Jahr. Es werden Arbeiten veröffentlicht, die sich mit der Arzneimittelfreisetzung beschäftigen. Die Zeitschrift ist das offizielle Publikationsorgan folgender Gesellschaften:
- Association de Pharmacie Galénique Industrielle
- Associazione Docenti e Ricercatori Italiani di Tecnologie e Legislaione Farmacetiche
- Academy of Pharmaceutical Science and Technology, Japan

Der Impact Factor lag im Jahr 2014 bei 0,476. Nach der Statistik des ISI Web of Knowledge wird das Journal mit diesem Impact Factor in der Kategorie Pharmakologie und Pharmazie an 241. Stelle von 254 Zeitschriften geführt.